# Koen Voskuil
Koen Voskuil (1975) is een Nederlandse journalist en schrijver. Sinds 2022 is hij onderzoeksjournalist bij RTL Nieuws. Daarvoor schreef Voskuil voor dagblad Sp!ts, Nieuwe Revu en het Algemeen Dagblad.
Voskuil werd in 2000 gegijzeld door het Gerechtshof van Amsterdam in een strafzaak tegen crimineel Mink Kok, die terechtstond voor wapenbezit. Over die wapenvondst had Voskuil met collega Jamila Saoud een artikel geschreven, waarin stond dat de politie op onjuiste gronden het appartement met de wapens was betreden. Dat artikel was deels gebaseerd op een anonieme politiebron. Voor het Hof weigerde Voskuil die anonieme bron te noemen. Daarop besloot het Hof hem voor 18 dagen te gijzelen. In een bij het Europees Hof voor de Rechten van de Mens aangespannen proces werd Voskuil in 2007 in het gelijk gesteld.
Koen Voskuil is coauteur van verschillende boeken. Samen met zijn vader Bert Voskuil schreef Koen Voskuil in 2000 het boek Misdaad loont niet. Met Stan de Jong schreef hij in 2009 De Club van Dollars, in 2010 De Italiaanse maffia in Nederland, in 2011 de biografie Neelie Kroes - Hoe een Rotterdams meisje de machtigste vrouw van Europa werd en in 2016 Maffiaparadijs.
Voor het AD maakte Voskuil samen met producent David Achter de Molen in 2022 de podcast De Zwarte dag van Hans, waarin hij met onder anderen oud-recherchechef Klaas Langendoen de dood van de Amstelveense oud-MIVD'er Hans van de Ven onderzocht. Het speurwerk leidde ertoe dat het Openbaar Ministerie in Amsterdam een onderzoek heropende naar de dood van Van de Ven. De podcast stond wekenlang in de toptien van best beluisterde podcasts.